# Resolução 64 do Conselho de Segurança das Nações Unidas
A Resolução 64 do Conselho de Segurança das Nações Unidas, aprovada em 28 de dezembro de 1948, notou que os Países Baixos não tinham cumprido as exigências para libertar o Presidente da República da Indonésia e outros presos políticos como emitido na Resolução 63 do Conselho de Segurança das Nações Unidas. A resolução exigia que os Países Baixos libertassem estes prisioneiros imediatamente e apresentar um relatório ao Conselho no prazo de 24 horas.
Foi aprovada com 8 votos, com 3 abstenções da Bélgica, França e Reino Unido.